# Ladmovce
Ladmovce (Hongaars: Ladamóc) is een Slowaakse gemeente in de regio Košice, en maakt deel uit van het district Trebišov.
Ladmovce telt 339 inwoners.